# Bördeland
Bördeland – gmina samodzielna w Niemczech, w kraju związkowym Saksonia-Anhalt, w powiecie Salzland.
Gmina samodzielna powstała 29 grudnia 2007 z połączenia siedmiu gmin (Biere, Eggersdorf, Eickendorf, Großmühlingen, Kleinmühlingen, Welsleben, Zens).

## Dzielnice
| Dzielnica     | Ludność |
| ------------- | ------- |
| Biere         | 2 431   |
| Eggersdorf    | 1 240   |
| Eickendorf    | 1 143   |
| Großmühlingen | 1 059   |

| Dzielnica      | Ludność |
| -------------- | ------- |
| Kleinmühlingen | 640     |
| Welsleben      | 1 835   |
| Zens           | 288     |